# BulletBoys (album)
BulletBoys è il primo album dei BulletBoys, uscito nel 1988 per l'Etichetta discografica Warner Bros.

## Tracce
1. Hard as a Rock – 3:06
2. Smooth Up in Ya – 4:25
3. Owed to Joe – 2:47
4. Shoot the Preacher Down – 3:42
5. For the Love of Money (The O'Jays Cover) – 3:47
6. Kissin' Kitty – 3:11
7. Hell on my Heels – 3:26
8. Crank Me Up – 3:40
9. Badlands – 3:14
10. F#9 – 3:21

## Formazione
- Marq Torien - voce
- Mick Sweda - chitarra, cori
- Lonnie Vencent - basso, cori
- Jimmy D'Anda - batteria